# Anže Skok
Anže Skok (15 settembre 2000) è un ciclista su strada e pistard sloveno che corre per il team Adria Mobil.

## Palmarès

### Strada
- 2018 (Juniores)

Campionati sloveni, Prova in linea Junior
- 2021 (Ljubljana Gusto Santic, una vittoria)

Campionati sloveni, Prova a cronometro Under-23

#### Altri successi
- 2023 (Ljubljana Gusto Santic)

Pokal Tadeja Pogačarja
- 2024 (Adria Mobil)

Kriterij Ilirska Bistrica

### Pista
- 2021

Campionati sloveni, Chilometro a cronometro
Campionati sloveni, Omnium
Campionati sloveni, Velocità a squadre (con Tilen Finkšt e Blaž Avbelj)
Campionati sloveni, Scratch
Campionati sloveni, Velocità

## Piazzamenti

### Competizioni mondiali
- Campionati del mondo

Innsbruck 2018 - In linea Junior: ritirato
Fiandre 2021 - Cronometro Under-23: 45º
Wollongong 2022 - In linea Under-23: ritirato
Glasgow 2023 - In linea Elite: ritirato

### Competizioni continentali
- Campionati europei

Zlín 2018 - In linea Junior: 28º
Trento 2021 - Cronometro Under-23: 40º
Trento 2021 - In linea Under-23: 52º
Anadia 2022 - In linea Under-23: 101º
Drenthe 2023 - In linea Elite: 82º